# Campionat del món de ciclisme en pista de 1936
El Campionat Mundial de Ciclisme en Pista de 1936 es va celebrar a Zúric (Suïssa) del 28 d'agost al 6 de setembre de 1936.
Les competicions es van celebrar al Oerlikon Velodrome de Zúric. En total es va competir en 3 disciplines, 2 de professionals i 1 d'amateurs.

## Resultats

### Professional
| Prova                | Or                     | Argent                     | Bronze                        |
| Velocitat individual | Jef Scherens · Bèlgica | Louis Gérardin · França    | Albert Richter · Tercer Reich |
| Darrere moto         | André Raynaud · França | Charles Lacquehay · França | Georges Ronsse · Bèlgica      |

### Amateur
| Prova                | Or                             | Argent                  | Bronze                  |
| Velocitat individual | Arie van Vliet · Països Baixos | Pierre Georget · França | Henri Collard · Bèlgica |

## Medaller
| Pos. | País          | Or | Plata | Bronze | Total |
| 1    | França        | 1  | 3     | 0      | 4     |
| 2    | Bèlgica       | 1  | 0     | 2      | 3     |
| 3    | Països Baixos | 1  | 0     | 0      | 1     |
| 4    | Tercer Reich  | 0  | 0     | 1      | 1     |